# Mirko Jozić
Mirko Jozić (Treglia, 8 aprile 1940) è un allenatore di calcio ed ex calciatore jugoslavo, dal 1991 croato.

## Carriera
Dopo una carriera da calciatore in patria, allenò il Junak, con cui vinse la Terza divisione jugoslava nel 1971. Passò quindi alle selezioni giovanili della Nazionale jugoslava, tra cui l'Under 20 che condusse alla vittoria del mondiale di categoria a Cile 1987, con una squadra che includeva nomi quali Robert Prosinečki, Zvonimir Boban, Predrag Mijatović, Robert Jarni e Davor Šuker. Nel 1989 si trasferì in Sudamerica, al Colo-Colo, con cui raggiunse i maggiori successi in carriera diventando tra l'altro il primo tecnico europeo in grado di vincere la Copa Libertadores nonché il primo tecnico a vincere la massima competizione per club sudamericana alla guida di una squadra cilena.
Nel 1994 fu nominato Commissario tecnico del Cile, carica che ricoprì per circa 12 mesi. Dopo alcune altre esperienze in Sudamerica, Arabia ed Europa, tra cui il ritorno in patria alla guida dell'Hajduk Spalato, nel 2000 fu nominato ct della Nazionale croata, che guidò al Mondiale 2002 senza tuttavia riuscire a superare la fase a gironi.

## Palmarès

### Allenatore

#### Club

##### Competizioni nazionali
- Campionato cileno: 3

Colo-Colo: 1990, 1991, 1993
- Coppa del Cile: 2

Colo-Colo: 1989, 1990

##### Competizioni internazionali
- Coppa Libertadores: 1

Colo-Colo: 1991
- Coppa Interamericana: 1

Colo Colo: 1991
- Recopa Sudamericana: 1

Colo-Colo: 1992
- Coppa delle Coppe dell'AFC: 1

Al-Hilal: 1996-1997

#### Nazionale
- Campionato mondiale Under-20: 1

Jugoslavia: Cile 1987